# Fête sanglante
Série The Slumber Party Massacre
Slumber Party Massacre II
(1987)
Pour plus de détails, voir Fiche technique et Distribution.
Fête sanglante, puis rééditée sous son titre original The Slumber Party Massacre, est un film d'horreur américain réalisé par Amy Holden Jones, sorti en 1982.

## Synopsis
Des étudiantes joueuses de basket, organisent une  soirée pyjama, mais un mystérieux tueur en série récemment évadé d'un hôpital psychiatrique rode dans le voisinage armé d'une énorme perceuse, il va bientôt semer la terreur parmi les participants à la petite fête et leurs proches.

## Fiche technique
- Titre original : The Slumber Party Massacre
- Titre français : Fête sanglante
- Réalisateur : Amy Holden Jones
- Scénario : Rita Mae Brown
- Photographie : Steve Posey
- Musique : Ralph Jones
- Genre : Horreur, slasher
- Durée : 80 minutes
- Sortie : 1982
- Film interdit aux moins de 16 ans lors de sa sortie en France.

## Distribution
- Michelle Michaels : Trish Devereaux
- Robin Stille : Valerie "Val" Bates
- Jim Boyce : John Minor
- Brinke Stevens : Linda
- Pamela Roylance : Rachel Jana, l’entraîneuse de basket
- David Millbern : Jeff
- Debra De Liso : Kimberly "Kim" Clarke
- Andree Honore : Jackie
- Jennifer Meyers : Courtney Bates
- Michael Villella : Russ Thorn, le tueur
- Gina Smika : Diane
- Joseph Alan Johnson : Neil
- Rigg Kennedy : David Contant, le voisin
- Jean Vargas : Mary, l'employée des lignes téléphoniques
- Howard Purgason : M. Devereaux
- Anna Patton : Mme Annette Devereaux

## Production du film
La scénariste, Rita Mae Brown, militante féministe, écrit le scénario pour parodier le genre des slasher, mais les producteurs préfèrent le tourner au premier degré.
Le tournage a commencé à l'été 1981. Le film a été tourné sur place dans divers endroits à Los Angeles, en Californie  principalement à Venice Beach

## Suites
Le film a donné naissance à plusieurs suites :
- Slumber Party Massacre II en 1987 et réalisée par Deborah Brock, inédit dans les pays francophone.
- Massacre à la perceuse (Slumber Party Massacre III) en 1990 et réalisé par Sally Mattison.
- Slumber Party Massacre: New Gen (Slumber Party Massacre) en 2021 et réalisé par Danishka Esterhazy.